# السرير (ليبيا)
منطقة السرير هي منطقة تقع في شرق ليبيا في الصحراء الشرقية من ليبيا وتبعد نحو 450 كم جنوب مدينة أجدابيا و عن الساحل الليبي ويوجد في المنطقة حقل السرير النفطي الذي يعتبر من أكبر الحقول النفطية في البلاد و يبلغ إنتاجه نحو 300 ألف برميل نفطي يوميا. وتوجد في المنطقة بالإضافة إلى ذلك محطة للكهرباء وتجمع سكني صغير.
تقع منطقة السرير على بعد 120 كيلو متر جنوب مدينة جالو وتوجد بها عدة مرافق حيوية منها محطة إسترتيجية لتوليد الكهرباء بسعة 500 ميغاوات وعدد من آبار مياه النهر الصناعي ومستودع البريقة للوقود وقاعدة الخروبة والمطار المدني الذي تقلع منه طائرات لنقل الركاب باتجاه مدن مختلفة.
يقسم طريق جالو الكفرة منطقة السرير المترامية وتقع على امتداد المنطقة الصحراوية في الاتجاهين عدة مشاريع من بينها مشروع السرير الزراعي الشمالي المشهور بزراعة المحاصيل والحبوب وتربية المواشي وعلى بعد 300 كيلو متر للجنوب الشرقي من هذا الموقع يقع حقل السرير النفطي التابع لشركة الخليج العربي للنفط .
وعلى الرغم من الموقع الإستراتيجي والثروات المختلفة للمنطقة إلا أن كثافتها السكانية والعمرانية تظل قليلة جدا مقارنة بالمساحة.